# La Route de l'honneur
Pour plus de détails, voir Fiche technique et Distribution.
La Route de l'honneur (The Dark Road)  est un film d'espionnage muet américain réalisé par Charles Miller, sorti en 1917.

## Synopsis
En Angleterre pendant la Première Guerre mondiale, la femme adultère d'un officier de l'armée britannique se retrouve mêlée avec un espion allemand.

## Fiche technique
- Titre : La Route de l'honneur
- Titre original : The Dark Road
- Réalisation : Charles Miller
- Scénario : J. G. Hawks (en) et John Lynch
- Photographie : Clyde De Vinna
- Production : Thomas H. Ince
- Pays d'origine : États-Unis
- Format : Noir et blanc - 1,33:1 - Film muet
- Genre : drame
- Date de sortie : 1917

## Distribution
- Dorothy Dalton : Cleo Morrison
- Robert McKim : Carlos Costa
- Jack Livingston : Capitaine James Morrison
- John Gilbert : Cedric Constable
- Walt Whitman : Sir John Constable
- Lydia Knott : Lady Mary Constable